# Gwen Verdon
Gwyneth Evelyn Verdon (ur. 13 stycznia 1925 w Culver City, zm. 18 października 2000 w Woodstock) – amerykańska aktorka i tancerka odznaczona Narodowym Medalem Sztuk, czterokrotna zdobywczyni Tony Award.
Była córką Josepha Williama Verdona, elektryka w studiu MGM, i Gertrude Lilian Standring. Uczęszczała do Hamilton High School w Los Angeles. Wyszła za mąż za Boba Fosse’a. Zmarła we śnie z przyczyn naturalnych.